# 藤原規眞
藤原 規眞（ふじわら のりまさ、1978年4月3日 - ）は、日本の政治家、弁護士。立憲民主党所属の衆議院議員（1期）。

## 来歴
北海道札幌市出身。札幌市立大倉山小学校、札幌市立宮の森中学校、北海道札幌西高等学校卒業。2浪したのち、一橋大学法学部に入学。大学在学中の2000年6月、衆院選大阪10区から社民党公認で立候補した辻元清美の陣営にボランティアで入る。大学卒業後、缶詰工場や印刷工場の従業員、警備員、クリスマスケーキの売り子など様々な仕事に就いた。信州大学大学院法曹法務研究科修了。司法試験に7回落ちた後、2015年に合格し、弁護士となった。
2018年5月、旧立憲民主党愛知県連が始めた政治塾に参加。2019年1月29日、立憲民主党は常任幹事会を開き、藤原を愛知10区総支部長とすることを決定した。当時は豊田市の法律事務所で勤務しており、のちに愛知県弁護士会一宮支部に所属した。
2020年9月15日、旧立憲民主党と旧国民民主党は、2つの無所属グループを加えた形で新「立憲民主党」を結成した。
2021年10月31日に行われた第49回衆議院議員総選挙の愛知10区には、藤原のほか、自民党現職の江﨑鐵磨、日本維新の会現職の杉本和巳、れいわ新選組公認の元参議院議員の安井美沙子、日本共産党公認の元一宮市議会議員の板倉正文の計5人が立候補した。藤原は3番目の得票数で落選。杉本は比例復活で当選。比例東海ブロックではれいわ新選組が1議席を獲得し、安井は比例復活の対象となるはずだったが、得票率10％を下まわったため当選できなかった。
2022年11月18日、衆議院選挙区の新しい区割りである「10増10減」の改正公職選挙法案が参議院で可決された。愛知県内の選挙区は15から16に増え、愛知10区の区域は「一宮市と岩倉市」に変わった。
2023年初め、藤原は八王子市在住の菱山南帆子と激論になった。そして考え方を変えた。菱山を地元に招き、同年3月11日に一宮市民会館で「トークバトル」と銘打った対談を行った。4月9日に行われた愛知県議会議員選挙の岩倉市選挙区（定数1）は、自民党現職の高桑敏直と無所属の前市議の堀巌の一騎打ちとなった。堀は日本共産党・社民党の支持と藤原の支援を受けて「リベラル結集」を掲げ、選挙戦を展開した。高桑が4選を果たすが、惨敗が噂された新人が自民現職にあと一歩に迫る善戦となったことで次期衆院選で統一候補を立てる流れが強まった。「藤原さんの方が票が出る」と2年前の総選挙で戦った日本共産党の板倉正文が身を引く形で共闘が決まった。菱山は5月、6月、9月と精力的に一宮市や岩倉市を訪れ、「市民と野党の共闘」をテーマにした講演を行った。堀巌と板倉とともに、社民党愛知県連副代表の岩倉市議会議員の塚崎海緒が藤原の仲間に加わった。
同年10月13日、連合愛知への誓約書の提出締め切り日を迎えた。次期衆院選の推薦を得るための誓約書の項目には「連合・連合愛知の支援政党以外とは与しません」と書かれてあり、末尾に「推薦候補者が上記項目に反すると判断した場合、推薦を取り消す」と明記されていた。藤原は「これは絶対に書けません」と提出しなかった。
同年11月5日、日本共産党愛知県委員会は山下芳生副委員長を迎えて、名古屋市、岡崎市、豊橋市の3か所で演説会を開いた。藤原は演説会に参加し、名古屋市内で立憲民主党と競合する選挙区の共産党立候補予定者と街宣車に乗り、街頭演説をした。このことが党本部の不興を買い、11月21日に岡田克也幹事長は藤原を口頭で注意した。翌22日、地元放送局の東海テレビは「共産党と“共闘しすぎ”で立憲民主党が立候補予定の新人を注意」と報じた。連合愛知に推薦依頼を出さず、共産党と社民党の地元組織と独自の政策協定を結ぶ藤原のやり方は「勝手に野党共闘」「共闘しすぎ」などと呼ばれた。
同年11月30日、生活保護費引き下げをめぐり愛知県内の受給者が国や自治体を訴えた裁判で、名古屋高等裁判所は引き下げを取り消すとともに、国に賠償を命じる判決を言い渡した。藤原は原告の弁護団に名を連ねた。同様の集団訴訟で国に賠償を命じた判決は初めて。
2024年9月30日、石破茂自民党総裁は、第50回衆議院議員総選挙の日程を「10月15日公示、27日投開票」とすると表明した。それから5日後の10月5日、江﨑が不出馬の意向を固めたことが報じられた。翌6日、自民党愛知県連は後任候補として、江崎の政策秘書を務める若山慎司を選定した。
同年10月15日、総選挙が公示され、愛知10区からは藤原、自民党公認の若山、日本維新の会公認の杉本の3人が立候補した。10月17日に日本経済新聞が序盤情勢を発表。「若山が自民支持層の6割弱を固めてやや優位に立つ。藤原、杉本がともに激しく追う」と報じた。しんぶん赤旗は10月19日、裏金問題で非公認となった11人の候補者のうち8人が自民党選挙区支部の支部長のままであると報道。10月23日には、自民党本部が非公認候補の所属支部にそれぞれ2000万円を支給していたと報じた。10月25日に読売新聞が終盤情勢を発表。「藤原、若山、杉本の三つどもえの激戦続く」と記され、順番が入れ替わった。
同年10月27日投開票。当日有権者数312,611人の一宮市と、37,959人の岩倉市において、若山は前者でトップの得票数だったが、後者で藤原に大きく離された。藤原が162票の僅差で若山を下し、初当選した。若山と杉本はいずれも比例復活で当選した。10月28日、連合の芳野友子会長は会見で立憲民主党の躍進に言及し、「共産党と共闘しなくても勝てることが明らかになった」との認識を示した。芳野の発言に反発した藤原は翌29日、「しんぶん赤旗が連発したスクープにより自民党に逆風が吹いたことは、絶対に忘れたくないものである」と自身のX（旧ツイッター）に書いた。

## 政策・主張

### 憲法
- 憲法改正について、2021年、2024年のNHKのアンケートで「反対」と回答[56][57]。
- 憲法9条への自衛隊の明記について、2021年、2024年のNHKのアンケートで「反対」と回答[56][57]。
- 憲法を改正し緊急事態条項を設けることについて、2021年の毎日新聞社、2024年のNHKのアンケートで「反対」と回答[58][57]。

### 外交・安全保障
- 敵基地攻撃能力の保有について、2021年の毎日新聞社のアンケートで「反対」と回答[58]。
- 普天間基地の辺野古移設問題について、2021年の毎日新聞社のアンケートで「政府は埋め立てを即中止すべきだ」と回答[58]。
- 徴用工訴訟などの歴史問題をめぐる日韓の関係悪化についてどう考えるかとの問いに対し、2021年の毎日新聞社のアンケートで「より柔軟な態度で臨む」と回答[58]。

### ジェンダー
- 選択的夫婦別姓制度の導入について、2021年、2024年のNHKのアンケートで「賛成」と回答[56][57]。
- 同性婚を可能とする法改正について、2021年、2024年のNHKのアンケートで「賛成」と回答[56][57]。「同性婚を制度として認めるべきだと考るか」との2021年の毎日新聞社のアンケートに対し、「認めるべき」と回答[58]。
- クオータ制の導入について、2021年のNHKのアンケートで「どちらかといえば賛成」と回答[56]。2024年のNHKのアンケートで「反対」と回答[57]。
- 離婚後共同親権に強く反対。

### その他
- 「原子力発電への依存度について今後どうするべきか」との問題提起に対し、2021年のNHKのアンケートで「下げるべき」と回答[56]。
- 皇族の女性が天皇になることについて、2021年の毎日新聞社のアンケートで「賛成」と回答[58]。
- 森友学園への国有地売却をめぐる公文書改竄問題で、2021年5月6日、国は「赤木ファイル」の存在を初めて認めた[59]。しかし5月13日、菅義偉首相はファイルの存在を踏まえた再調査を行わない考えを報道各社に書面で示した[60]。9月の自民党総裁選挙で総裁に選出された岸田文雄も10月11日、衆議院本会議の代表質問で再調査の実施を否定した[61]。国の対応をどう考えるかとの同年の毎日新聞社のアンケートに対し、「さらに調査や説明をすべきだ」と回答[58]。

## 人物
- 川口クルド人問題に関連しているクルド人に対する「差別主義者を殲滅せよ」、世界平和統一家庭連合と関係をもっていた政治家に対して「徹底的に殲滅すべき」などと、SNSに投稿していた。立憲民主党幹事長の小川淳也は2024年11月19日の記者会見で、「『殲滅』という言葉は非常に不穏当な表現と取られかねない恐れのある言葉だ。個別対応を含めて党全体としての規律を徹底していきたい」と、釈明をした[62]。
- 2025年6月14日、東京都議会議員選挙で墨田区選挙区（定数3）から立候補している共産党新人、北区選挙区（定数3）から立候補している共産党公認の元区議の清野恵子の応援演説に、小池晃書記局長とともにそれぞれ駆けつけた。両選挙区に立憲民主党は公認候補や推薦候補を立てていなかったが、同党幹事長の小川淳也は6月17日の記者会見で、「選挙区調整以上の共闘は控えるべき」との理由により藤原を注意したと明らかにした。小池は前日16日の記者会見で「共産候補者の応援に来るのは矛盾はない」と述べ、藤原を擁護した[63]。

## 選挙歴
| 当落 | 選挙                   | 執行日         | 年齢 | 選挙区       | 政党       | 得票数    | 得票率 | 定数 | 得票順位 /候補者数 | 政党内比例順位 /政党当選者数 |
| ---- | ---------------------- | -------------- | ---- | ------------ | ---------- | --------- | ------ | ---- | ------------------ | ---------------------------- |
| 落   | 第49回衆議院議員総選挙 | 2021年10月31日 | 43   | 愛知県第10区 | 立憲民主党 | 5万3375票 | 23.04% | 1    | 3/5                | 12/5                         |
| 当   | 第50回衆議院議員総選挙 | 2024年10月27日 | 46   | 愛知県第10区 | 立憲民主党 | 5万9691票 | 34.67% | 1    | 1/3                | /                            |